# 空包彈

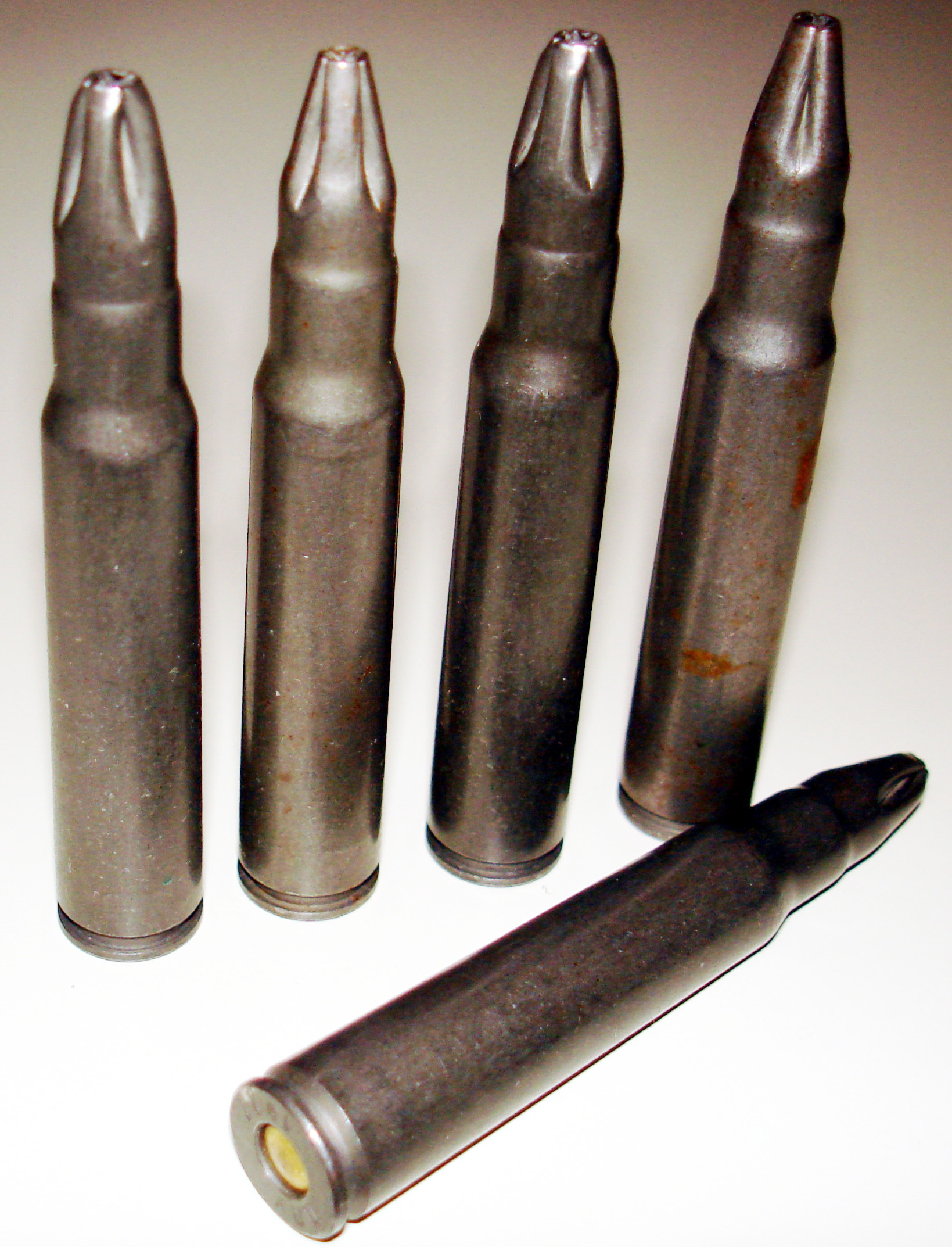
南斯拉夫的7.9 mm（7.92mm或8mm x 57）毛瑟空包彈。

空包彈是槍械所使用的子彈種類之一，其特色就是沒有彈頭，其他彈殼、推進火藥以及底火都樣樣具全，因為不需推進彈頭，所以火藥的使用上相較於一般子彈而言較少。在擊發時，像一般子彈具有聲光效果，但無實體擊發物（彈頭）。
不過空包彈與假子彈（dummy）不能混為一談，假子彈就算被槍機的撞針撞過也不會有火光與噪音從槍口的制動器中冒出來，更不會有彈頭從槍管中飛出去。

## 應用
發射空包彈並非有如其他一般子彈一樣，只要口徑吻合即可使用；使用空包彈之前預定為發射空包彈的槍枝必須先行改裝，例如在槍口加裝轉接器。轉接器的功能在於增加發射空包彈時的安全性，以致於提醒射手「不要」把實彈裝入發射空包彈的槍枝中；轉接器另外的一個重要的功能就是提供足夠的模擬膛壓維持槍機的正常運作。

### 電影拍攝
發射空包彈除了是讓部隊習慣戰場氣氛的最簡單也是最佳的方法以外，也是讓電影中的戰鬥變的更逼真的好方法。經常用來拍攝電影專用的空包彈又稱為「五合一」（5-in-1）空包彈，不只能夠推動道具槍的槍機運作，還能夠適用於不同大小的藥室。

### 槍榴彈

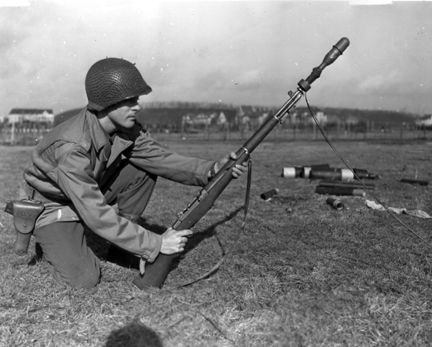
美軍官兵示範以M1加蘭德步槍進行槍榴彈發射方法。

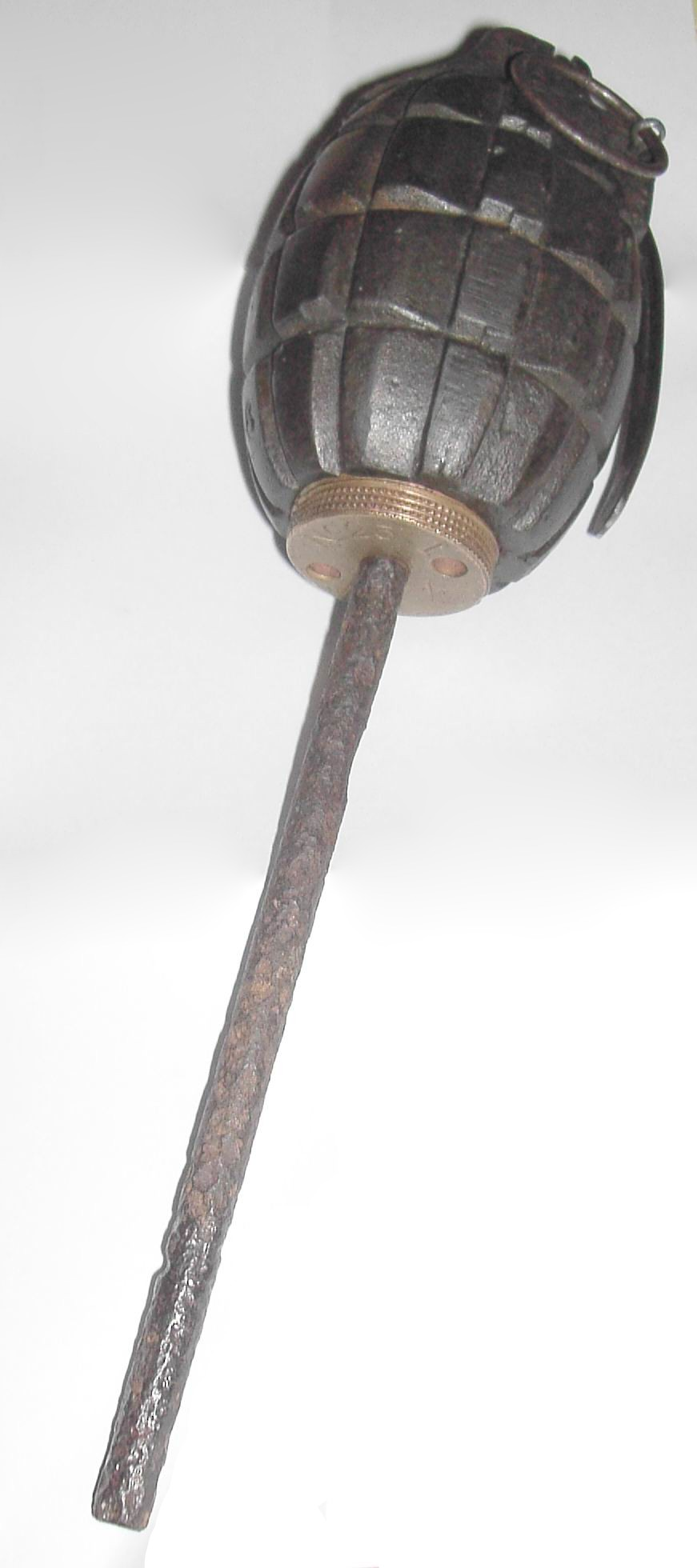
具有長條發射柄座的手榴彈。

空包彈還可以應用在發射槍榴彈方面；在專門的槍榴彈發射器出現之前，地面部隊對於掩體後方的目標採曲射彈道武器進行攻擊與摧毀多半使用小口徑迫擊炮，或者就是槍榴彈。發射當時的槍榴彈之前射手必須先卸下彈匣清槍，然後將槍機固定在後，這時候將空包彈置入藥室然後上膛，準備發射。手榴彈的長條柄座除了承受發射的威力之外，也確保槍榴彈不會在飛行途中發生滾轉導致失去一定的精準度。
不過由於一般的空包彈的威力不足，無法提供槍榴彈足夠的初速與射程，如果初速不足，槍榴彈就容易受到風偏的影響；因此也有專門用來發射槍榴彈的子彈，以不影響槍枝操作的安全的條件下增加子彈火藥的硝比例，並增加硫的成分加速火藥爆炸與燃燒的效率。也有的槍榴彈設計採用急就章簡化的方式；將手榴彈安裝在有握柄夾的長條柄座上，柄的直徑與槍管內徑吻合，長度大約槍管長度的一半。
士兵發射時將手榴彈與長條柄座接合鎖緊，然後將柄從槍口插入，然後將槍機固定在後，這時候再將專門發射槍榴彈的空包彈置入藥室然後上膛，準備發射。這種空包彈與普通的空包彈的差別在於不能直接瞄準實行肩射；這種空包彈必須將槍托牴觸於地面，如果進行肩射會因為巨大的反衝造成肩膀出現嚴重撕裂傷、脫臼或骨折。另外由於柄座與槍膛摩擦，加上推進火藥含有硫化物，容易造成槍膛嚴重磨損與鏽蝕。
不過射手的惡夢並沒有結束，在戰況激烈的時候沒有辦法擔保在緊張的心情下確認塞進藥室的就是專門的發射彈而不是普通子彈；如果擊發普通子彈會因為材質質量差別的關係而發生膛炸，進而危及射手的人身安全。

### 建築

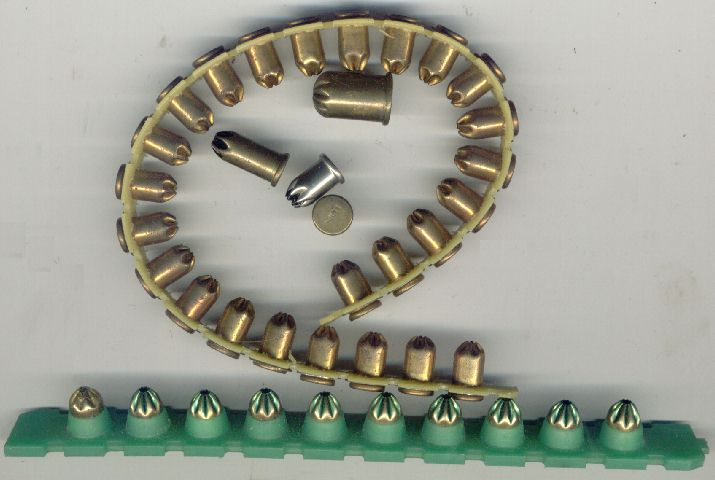
釘槍專用的凸緣式底火直壁式彈殼空包彈。

空包彈也可以用在工程建築上；有的釘槍不是使用一般壓縮機（compressor）壓縮空氣之後發射鐵釘到木質結構中，如果要將鋼釘釘入更硬的結構，例如鋼架或混凝土中，就必須利用擊發凸緣式底火直壁式彈殼的空包彈將鋼釘釘進去（因此才有另外一項產品「火藥擊釘槍」）；鋼釘不是與彈殼相連的，如果相連就會被視為子彈，會遭到法律管制，甚至被視為違法。原理就是將空包彈置入一個發射杯中，另外再將鋼釘置於空包彈前，將發射杯移到預定釘入的位置，將釘頭對準後推送之；釘頭會因為結構表面硬度而向後退，以致連同發射杯中的空包彈一起向後推送，這時發射杯底的浮動擊槌就會打擊底火引發底火的爆炸產生威力強迫鋼釘再向前釘入結構內。
同理，發射杯底座的長柄也不能加裝扳機或任何擊發裝置，則會被視為槍械而遭到管制，甚至禁止。

### 比賽
在美國某些地區風行一種「拔槍快射」競賽，類似西部電影情節中牛仔的對決，看誰先把槍從大腿外側的槍套中掏出來然後把對方給擊斃，當然現在被擊斃的對象已經改為氣球了。不過由於不可能用實心彈頭進行競賽，因此一種特殊的空包彈因應而生；結構很簡單，彈殼、底火、非常少的推進火藥，以及一層燃燒速度較慢的無煙火藥。
競賽對手擊發彈藥後，底火爆炸點燃彈殼中的推進火藥，火藥燃燒爆炸點燃最外層當作火藥蓋（powder layer）的無煙火藥，由於燃燒速度比較慢，因此這些燃燒中的火藥渣飛出槍口時都還具有造成燒燙傷的能力，但是又具備足夠的初速在短距離內將充作目標的氣球燒破，因此可以判定是否有效擊中。有的競賽改用蠟製彈頭，雖然初速高但是容易碎裂，提高競賽的安全性。
空包彈也可代替起步槍做為速度性體育競賽中（比如說田徑、游泳競賽）的出發信號之用。

### 行刑
至於執行槍決的時候，政府往往也會隨機給予槍手空包彈，讓槍手減輕良心上的負擔，尤其是行刑隊槍決；但其實有經驗的槍手還是會藉由反衝的後座力得知自己是否將受刑人擊斃，畢竟空包彈的反衝比較一般子彈小。

## 危險性
外界常對空包彈出現錯誤觀念是「不含彈頭所以沒有殺傷力」；其實就算是沒有彈頭的空包彈仍存有一定的危險性。
事實上只要是近距離（距離依照彈藥種類與廠商說明而不同），空包彈也可能會造成傷亡或嚴重外傷，而這些意外通常與前面所提到的錯誤觀念有關，例如將空包彈當作玩具，用裝填空包彈的左輪槍進行俄羅斯輪盤遊戲，所以如果能廣泛建立對於空包彈的安全意識就能進一步避免不必要的傷亡。
空包彈之所以能夠造成傷害，與其基本的構造有關。為了防止彈殼內的火藥流失，空包彈內部前方會有一片厚紙片或者塑膠製的火藥塞蓋（powder wad）將火藥封住，並於擊發時會有如子彈一樣向前射出，儘管高壓高溫會導致塞蓋破損，但是不見得塞蓋於擊發時會立即破損碎裂成比較小的碎片（事實上就算裂成小碎片也具有一定的動能造成殺傷力），因此在特定範圍內塞蓋會仍然會造成人員穿透傷，而火藥形成的高壓火药气体也會造成近距離內人員受到嚴重燒燙傷。
就前面提到以空包彈從事俄羅斯轉盤的危險行為來說，就算幸運未因此而喪命，亦有可能造成聽力受損或是皮膚嚴重燒燙傷，因為空包彈的發射噪音並沒有比一般子彈低。
演藝圈當中不乏因為人為疏忽或掉以輕心而命葬於空包彈的威力；最有名的案例就是李小龍之子李國豪以及名模強-艾瑞克·海克遜。由於其父英年早逝的關係，李國豪的身亡有各種陰謀論，然而目前所知是因為劇務人員並未將前一場戲所使用的道具槍清槍，以致於槍管內有前一場戲的槍擊碎片殘留，因此當劇中另外一位演員麥可·麥斯對著李國豪開槍時，原先殘留的碎片就飛射出來造成這場慘劇。至於強-艾瑞克·海克遜則是被劇中槍枝的空包彈的火藥蓋擊中頭骨，而破裂的頭骨碎片繼續向前深入腦幹而導致他不幸身亡。

## 外界連結
- World Fast Draw Association （页面存档备份，存于） resource page, includes video instructions for loading blank cartridges for Fast Draw
- Definition of "movie" or "5-in-1" blank
- The ABCs of PATs, information on powder-actuated tools and power load blanks